# 席琳·法拉奇
席琳·法拉奇（英語：Celine Farach，1997年8月22日—），是一位美国模特与歌手。
法拉奇于1997年8月22日出生于美国佛罗里达州迈阿密。她的母亲凡妮莎·斯帕茨来自危地马拉，曾是一位儿童歌手。父亲是黎巴嫩裔。她有两个兄弟，克里斯托弗和乔纳森。
法拉奇以儿童模特的身份出道，之后又转向音乐行业。相比于在美国，她在亚洲收获了更广泛的关注。2022年2月，她与摄影师卡梅伦·乌拉尼克（Cameron Uranick）结婚。